# Nhật ký Murasaki Shikibu
Nhật ký Murasaki Shikibu (紫式部日記 (Tử Thức Bộ Nhật Ký) Murasaki Shikibu Nikki) là một tiêu đề chung cho tất cả những tác phẩm nhật ký tách rời nhau được viết vào thế kỷ 11 thuộc thời kỳ Heian bởi nữ quan kiêm nữ sĩ cung đình Murasaki Shikibu. Tác phẩm được viết bằng chữ kana, về sau các kí tự này đã được phát triển và trở thành hệ thống ngôn ngữ viết bản địa của Nhật Bản. Vào thời bấy giờ, loại chữ viết này thường phổ biến đối với nữ giới, những người không được học Hán tự vào thời đó. Không giống những tác phẩm khác cùng thể loại trong thời hiện đại, những tác phẩm nhật ký được sáng tác vào thế kỉ 10 trong thời đại Heian thường tập trung vào việc tái hiện những sự kiện quan trọng hơn là khắc họa cuộc sống thường nhật và không theo bất kỳ một niên đại nào cả. Tác phẩm hàm chứa những chi tiết hoa mỹ, những vần thơ waka, và những đoạn biên thơ được viết dưới dạng những bức thư dài.

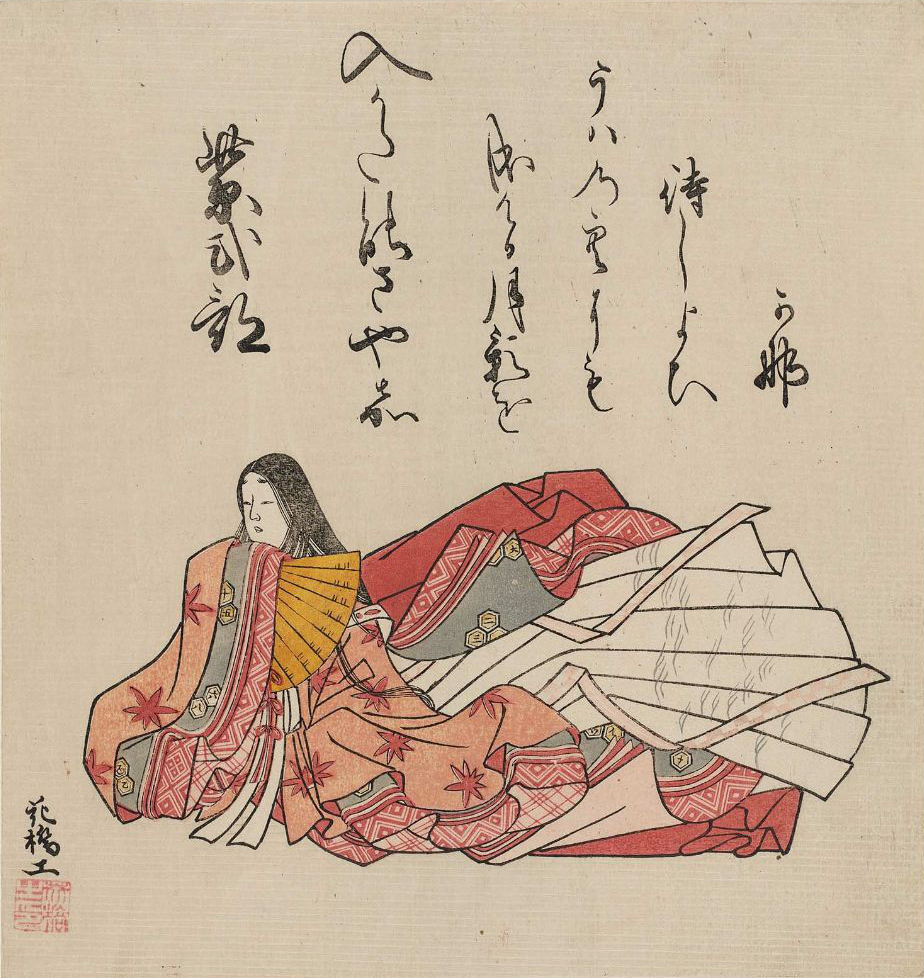
Murasaki Shikibu đã viết tác phẩm nhật ký của mình trong khoảng thời gian từ năm. Bà đã được mô tả trong bức vẽ nishiki-e năm của Komatsuken.

Người ta cho rằng cuốn nhật ký được sáng tác vào khoảng thời gian từ năm 1008 đến năm 1010 khi Murasaki đang phục vụ với tư cách Nữ quan triều đình. Phần nội dung chủ yếu nói về những cuộc sinh nở của Hoàng hậu Shōshi (hay Akiko). Những đoạn biên thơ ngắn mô tả những mối quan hệ giữa các nữ quan cung đình cũng như những nữ văn sĩ cung đình khác như Izumi Shikibu, Akazome Emon và Sei Shōnagon. Murasaki đã thổi hồn cho tác phẩm bằng óc quan sát và quan điểm cá nhân, bà đã mang cả cuộc sống cung đình Heian thời thế kỉ 11 gói vào trong cuốn nhật ký, một thứ không được ghi chép nhiều trong những biên niên sử cũng như các tư liệu lịch sử khác vào thời đó.
Một cuộn tranh minh họa cho tác phẩm, tức Murasaki Shikibu Nikki Emaki, đã được sản xuất vào thời kỳ Kamakura (1185–1333), và những mảnh nhật ký đã trở thành cơ sở cho các bản dịch tiếng Anh sau này vào thế kỷ 20.

## Bối cảnh ra đời
Vào thời kỳ hoàng kim của thời đại Heian, tức là khoảng thời gian từ cuối thế kỷ 10 đến đầu thế kỷ 11, khi Nhật Bản đang tìm cách thiết lập nền văn hóa độc đáo của riêng mình, đây cũng là khởi nguồn cho nền văn học Nhật Bản cổ đại, với sự phổ biến rộng rãi của văn học nữ lưu. Theo Haruo Shirane, với việc sử dụng và phổ biến rộng rãi của kana, những người phụ nữ trong giới hoàng gia quý tộc đã đóng góp rất lớn vào sự phát triển của văn học cung đình cổ đại. Bộ sưu tập thơ waka hoàng gia Kokin Wakashū đã được xuất bản từ năm 905 đã trở thành một mảnh ghép quan trọng trong văn học cung đình Nhật Bản. Vào thời kỳ đó, các tác phẩm văn chương Nhật hầu hết đều được viết bằng Hán tự – loại chữ viết truyền thống chỉ dành cho nam giới. Trong văn học cung đình, việc chuyển đổi ngôn ngữ viết sang loại chữ kana bản địa là một điều quan trọng và cần thiết, đây cũng là lý do khiến cho thơ waka trở nên phổ biến. Theo lời giải thích của Shirane thì: "Waka đã trở thành một phần không thể thiếu trong đời sống quý tộc.Với quan điểm "nam nữ thụ thụ bất thân" của người xưa, thi ca cũng đóng vai trò như một công cụ giao tiếp quan trọng và là phương tiện giao tiếp giữa nam và nữ".
Vào đầu thế kỷ 11, thể loại văn học nữ lưu mới đã xuất hiện trong chốn cung đình dưới dạng nhật ký và truyện thơ. Những người phụ nữ có địa vị thấp hơn, họ đã nhanh chóng dùng kana làm ngôn ngữ viết, khác với những người đàn ông thời đó vẫn dùng chữ Hán làm ngôn ngữ viết. Vào thời Heian, ngôn ngữ viết của phụ nữ hoàn toàn khác so với đàn ông, chữ viết của nữ giới mang tính cá nhân và dễ dàng bộc lộ nội tâm sâu sắc hơn.  Như vậy, ta có thể thấy  rằng, ngôn ngữ viết của Nhật Bản đã được phát triển bởi phụ nữ; họ đã dùng ngôn ngữ làm công cụ để diễn tả cảm xúc của chính họ. Theo học giả văn học Nhật Bản Richard Bowring, chữ mềm được phát triển bởi những người phụ nữ đã xây dựng nên "một phong cách viết lách linh hoạt vượt ra khỏi thứ ngôn ngữ từng chỉ được tồn tại dưới dạng văn nói".

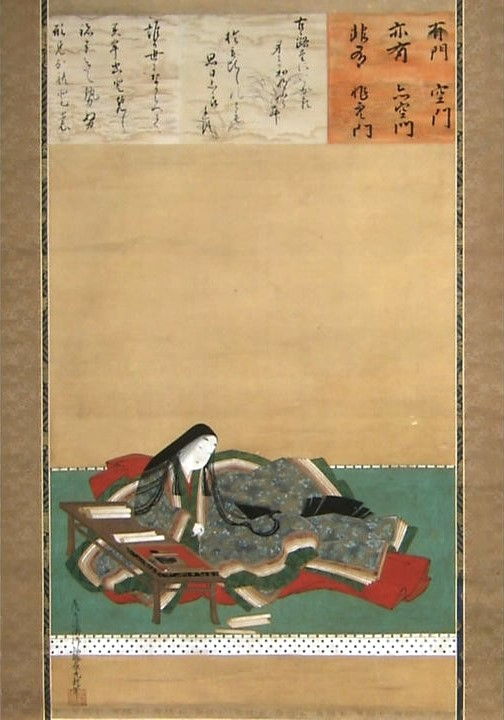
Murasaki Shikibu được mô tả trong bức vẽ minh hoạ cho Truyện kể Genji của Tosa Mitsuoki (thế kỷ 17)

Dưới sự kiểm soát của gia tộc Fujiwara đầy quyền thế, trong hậu cung của Thiên hoàng Ichijō đã có 2 vị Hoàng hậu Teishi và Shōshi tại vị cùng lúc, cùng với đó là các Nữ quan thông thạo văn chương được đưa vào cung hầu hạ cho chủ nhân của họ, cũng như cho gia tộc Fujiwara. Vào thời kỳ Heian, có 3 tác phẩm thuộc thể loại Nikki Bungaku đáng chú ý nhất là Nhật ký Murasaki Shikibu, Truyện Gối đầu của Sei Shōnagon và Nhật ký Izumi Shikibu của Izumi Shikibu – hầu hết những vị nữ quan trên đều đến từ hậu cung của hai vị Hoàng hậu. Nhật ký của Murasaki trải dài trong những giai đoạn rời rạc khác nhau, chủ yếu là giai đoạn từ năm 1008 đến năm 1010. Chỉ còn những mẩu nhật ký rời rạc ngắn ngủi vẫn còn tồn tại cho đến ngày nay, và tầm quan trọng của nó một phần nằm ở những lời tiết lộ của chính tác giả về những người được ghi chép tiểu sử một cách chi tiết cũng như tập thơ ngắn do bà sáng tác vào khoảng năm 1014 là Murasaki Shikibu shū (còn gọi là Hồi ức thi nhân).
Không có bất cứ tài liệu nào ghi lại tên thật của nữ sĩ Murasaki. Thông thường, phụ nữ thường được gọi bằng phẩm cấp của họ hay gọi theo địa vị của chồng hoặc người thân nam giới. Họ "Murasaki" được đặt sau khi bà nhập cung, lấy từ tên của một nhân vật trong Truyện kể Genji; còn cái tên "Shikibu" biểu thị cho phẩm cấp của cha bà trong Lễ bộ (tức Shikibu-shō). Là một thành viên một nhánh nhỏ trong gia tộc Fujiwara, cha của bà đã trở thành một học giả về văn học Trung Quốc, do đó, ngay từ nhỏ, các con ông đã được học văn ngôn, mặc dù đây là một điều hiếm có đối với các bé gái thời bấy giờ.

Murasaki được cho là đã kết hôn với Fujiwara no Nobutaka vào khoảng năm 998 (1001); sau đó bà đã sinh con gái vào năm 999. Chồng bà mất 2 năm sau đó. Các học giả đều không chắc chắn về thời điểm bà viết Truyện kể Genji, nhưng có thể bà đã viết nó sau khi trở thành quả phụ và đang trong tâm trạng đau khổ khi chồng mất. Bà đã mô tả lại cảm xúc của mình sau cái chết của chồng trong cuốn nhật ký: "Ta thấy rất buồn và hoang mang. Trong những năm qua, ngày ngày ta phải xuất hiện với bộ dạng bơ phờ với đống y phục bị bỏ bê  [...] thời gian trôi qua ta đã không thể làm nhiều thứ [...] Ta không thể chịu được ý nghĩ sẽ duy trì nỗi cô đơn này nữa". Với danh tiếng nữ sĩ lừng lẫy của mình, Murasaki đã nhập cung hầu hạ Hoàng hậu Shōshi theo mệnh lệnh của Fujiwara no Michinaga, có lẽ đó là động lực để bà viết tiếp những chương tiếp theo của Truyện kể Genji. Có thể bà đã bắt đầu viết cuốn nhật ký này sau khi trở thành Nữ quan trong cung.

## Nội dung
Cuốn nhật ký chứa một lượng lớn các chi tiết mô tả về việc Hoàng hậu Shōshi (còn gọi là Akiko) sinh hạ trưởng tử là Thân vương Atsuhira, cùng với một đoạn biên thơ. Tác phẩm được đặt trong bối cảnh Hoàng cung Kyoto, với lời mở đầu như sau: "Khi mùa thu đến, dinh thự của đức ngài hoàng (bản gốc là "Tsuchimikado") đẹp đến mức không thốt lên lời. Từng cành cây bên hồ, từng ngọn cỏ trên bờ đền mang một màu sắc riêng được bao phủ bởi ánh đèn đêm ."

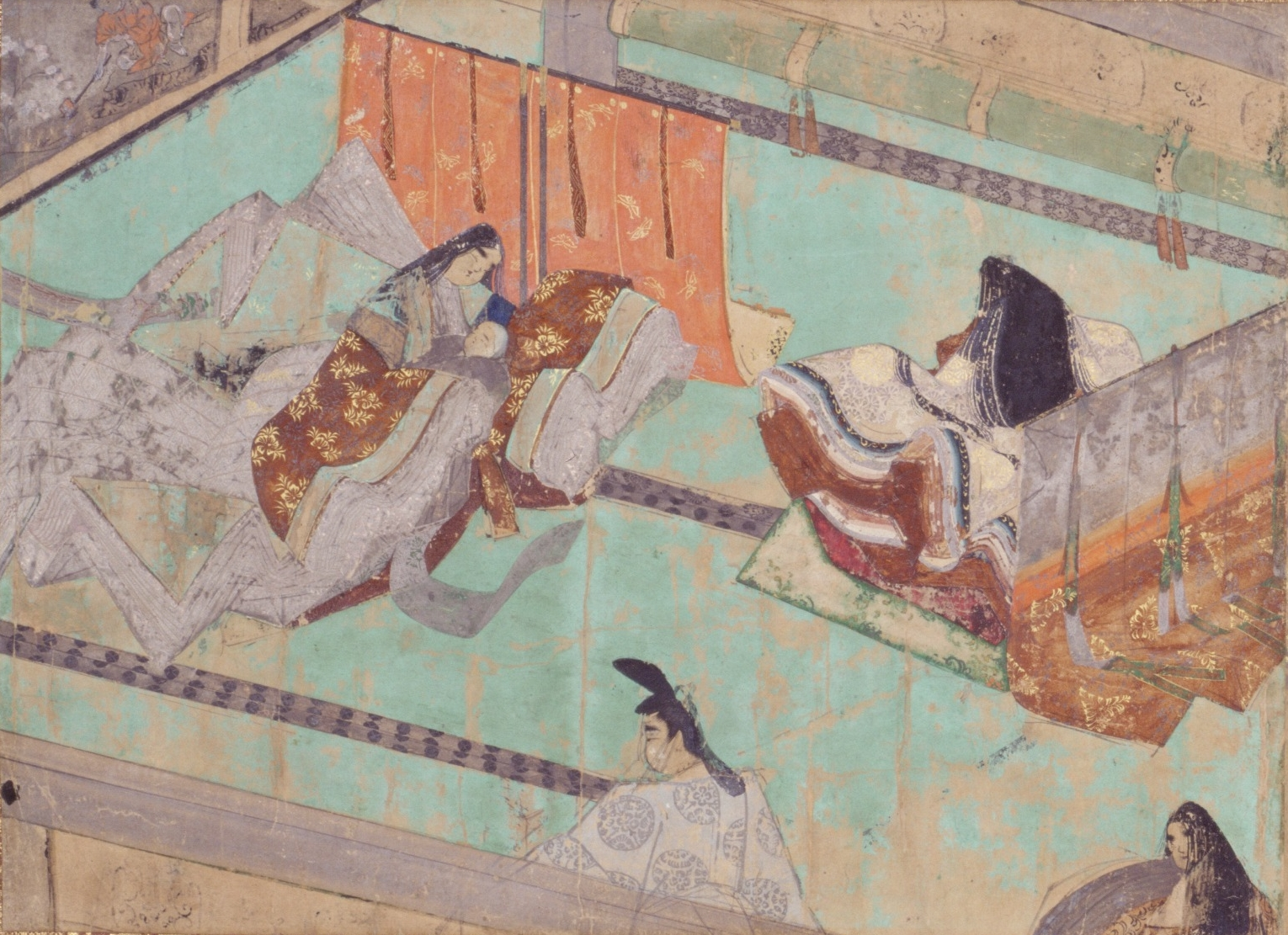
Tranh vẽ mô tả lễ kỷ niệm 50 ngày sinh của Thân vương Atsuhira (sau là Thiên hoàng Go-Ichijō). Fujiwara no Michinaga ngồi phía trước và dâng bánh mochi. Người ngồi bên phải ông được cho là Murasaki Shikibu,.

Các chi tiết đầu tiên mở đầu tác phẩm là những lời giải thích chi tiết về các sự kiện xung quanh việc sinh nở của Hoàng hậu Shōshi. Bà đã mở đầu tác phẩm với cảnh miêu tả chuyến đi của Hoàng hậu từ Hoàng cung đến nhà cha đẻ, những nghi lễ và yến hội trong suốt thời gian Hoàng hậu mang thai sẽ được tổ chức tại đây, cũng như việc tổ chức một nghi lễ quan trọng sau khi sinh con nhằm ăn mừng việc Hoàng hậu đã hạ sinh thành công một người thừa kế nam cho Hoàng thất. Những đoạn văn tiếp đó bao gồm việc đọc các bài khế kinh, cùng với việc mô tả những nghi thức Phật giáo liên quan đến việc Hoàng hậu sinh con.
Bảy đoạn văn tiếp theo đã giải thích chúng ta thấy sự bất mãn của Murasaki đối với cuộc sống chốn cung đình. Bà đã mô tả cảm giác vô dụng của chính mình, cũng như cảm giác kém cỏi khi so với những người thân cao quý trong dòng họ Fujiwara, và cảm giác cô quạnh sau cái chết của chồng. Khi diễn tả những điều như vậy, nữ tác giả có thể thêm những dòng về ý thức bản thân vào các mục của nhật ký.

Trong tác phẩm nhật ký này có chứa đoạn tự truyện kể về cuộc sống của Murasaki trước khi vào cung, cũng như những giai thoại về việc học Hán ngữ của bà thời thơ ấu:
Khi em trai Nobunori của ta [...]còn là đứa trẻ tập tành Hán ngữ, ta thường có thói quen lắng nghe thằng bé và trở nên hiểu rõ ngôn ngữ này một cách thành thạo đến khác thường. Những đoạn văn em trai ta tìm được đều rất khó để hiểu và ghi nhớ. Cha của ta, một người đàn ông uyên bác, luôn hối tiếc về sự thật rằng: 'Thật may mắn!' ông nói vậy. 'Thật đáng tiếc vì con bé chẳng phải con trai!'

Một vài đoạn văn trong cuốn nhật ký đến nay đã không còn tồn tại. Bowring tin rằng rất khó để xác định lại các văn kiện đã thất lạc trong lịch sử, việc ghép những mẩu rời rạc lại với nhau sẽ khiến cho nội dung trở nên khó hiểu. Ông đã tìm thấy những đoạn văn bản tách rời nhau, bắt đầu từ đoạn mô tả về cuộc sinh nở, theo sau đó là những chi tiết miêu tả nội tâm với ngày tháng không rõ ràng, và cuối cùng là những đoạn nhật ký được viết theo trình tự thời gian. Theo lời của Bowring thì đó là "sự sắp xếp kì lạ", có thể đây là kết quả của việc chắp vá hàng loạt những đoạn văn bản không hoàn chỉnh hay những đoạn bị khuyết. Những đoạn văn bản trong nhật ký có thể đã được dùng để làm nguồn tư liệu viết nên Eiga Monogatari – tác phẩm được viết ra nhằm ca ngợi Michinaga và gia tộc Fujiwara, được viết hoặc biên soạn vào thế kỷ 11 – với những đoạn kể hoàn toàn được sao chép từ những đoạn nguyên văn trong tác phẩm của Murasaki. Nhưng sự khác biệt giữa hai văn bản đã cho ta thấy góc nhìn khác của tác giả Eiga Monogatari, có thể vẫn còn nhiều đoạn trong nhật ký vẫn tồn tại. Bowring đã đặt ra câu hỏi rằng liệu cấu trúc tác phẩm hiện tại có phải là bản gốc của Murasaki hay không, cũng như mức độ mà nó được sắp xếp hoặc viết lại khi bà còn là tác giả của nó.

### "Hoàng triều Fujiwara"

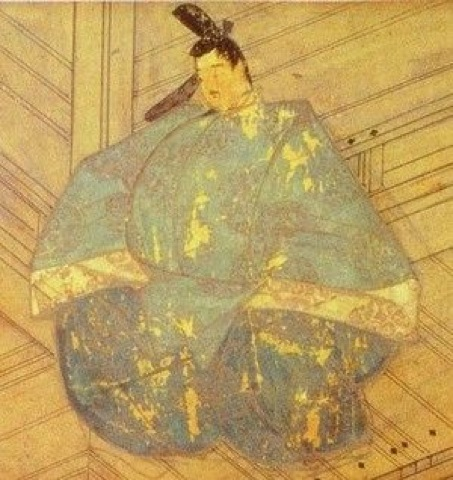
Tranh minh họa Fujiwara no Michinaga trong cuộn tranh minh họa cuốn nhật ký vào thế kỷ 13.

Khác với chốn cung đình giả tưởng trong thiên tiểu thuyết lãng mạn Truyện kể Genji, trong tác phẩm này, Murasaki đã mô tả cuộc sống Hoàng cung theo cách chân thực nhất. Một "vị hoàng tử lý tưởng ngời sáng" Genji trong tiểu thuyết của bà đối lập với một Quan nhiếp chính Michinaga với bản chất hết sức thô bỉ; một người luôn tỏ ra ngượng ngùng trước vợ và con gái vì hành vi say xỉn của mình, và thái độ ve vãn của ông ta đối với Murasaki khiến bà cảm thấy khó chịu. Nữ tác giả đã viết về việc buổi sáng bà thức dậy và thấy ông ta đang ẩn nấp trong khu vườn bên ngoài cửa sổ, và kế tiếp là cuộc trao đổi thơ từ(waka):
Sương vẫn còn trên mặt đất là vậy, nhưng Ngài Nhiếp chính vẫn ở bên ngoài khu vườn [...] Ngài đưa mắt nhìn tấm rèm treo trên khung cửa [...] và khiến ta phải nhìn lại bộ dạng rếch rác của bản thân, và khi Ngài ép ta phải viết một bài thơ, ta đã lấy điều đó ra giải thích rằng ta phải lấy nghiên mực.

Liệu mối quan hệ giữa hai người này có thực sự thân thiết hay không vẫn là câu hỏi lớn đối với các học giả.
Mặc dù những đoạn Nhật ký mô tả ca sinh nở của Hoàng hậu Shōshi có ý nghĩa giống như một "cống phẩm" cho Michinaga, song vị nhiếp chính ấy được mô tả là đã "vượt quá tầm kiểm soát". Sự ra đời của đứa trẻ có tầm quan trọng to lớn đối với Michinaga, người đã đưa con gái mình vào cung làm phi cho Thiên hoàng Ichijō 9 năm về trước; Shōshi nhanh chóng được phong Hậu và địa vị Đế mẫu tương lai của bà đã được củng cố bởi người cha đầy quyền lực. Sự ra đời của đứa trẻ cùng những lời mô tả dài về nó như, "việc Hoàng tử ra đời đã đánh dấu sự thắt chặt cuối cùng của Michinaga trong việc thừa kế ngai vàng với kế sách hôn nhân chính trị tài tình của mình."

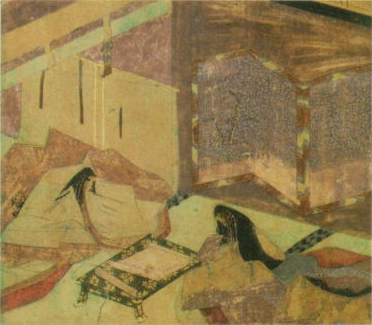
Hoàng hậu Shōshi và Murasaki đang đọc bài thơ Hán ngữ của Bạch Cư Dị. Bức vẽ lấy từ cuộn tranh Murasaki Shikibu Nikki Emaki, thế kỷ 13.

Michinaga đã nắm quyền thay cho Thiên hoàng và cho vời các tăng lữ đến lễ kỷ niệm ngày sinh của cháu trai mình. Sau khi Hoàng hậu sinh con, mỗi ngày Michinaga đều đến thăm con gái hai lần, trong khi Thiên hoàng chỉ ngự giá một lần duy nhất đến thăm con trai mình mà thôi. Những biên chép của Murasaki về từng lần viếng thăm của Michinaga với mục đích nghi lễ, cũng giống như cách ghi chép về buổi lễ chớp nhoáng được tổ chức 16 ngày sinh của Thân vương. Chúng bao gồm những chi tiết mô tả phức tạp về những thị nữ cung đình:
Saemon no Naishi [...] mặc chiếc áo vàng giản dị, với mép vải sáng bóng lên, kèm với thắt lưng [[Obi|]] lụa trắng thêu hình quả cam. Lớp áo lót đỏ sẫm của cô được may thêm năm đường viền trắng, và tất cả những chiéc áo choàng đó đều được may bằng lụa.

Hoàng hậu Shōshi xuất hiện với bộ dạng trang nghiêm và bác học, là một vị Hoàng tộc mong đợi sự lịch thiệp và đoan chính đến từ các Nữ quan – điều này thường gây ra những khó khăn khi phải sống trong chốn thâm cung đầy khắc nghiệt . Khi Hoàng hậu yêu cầu Murasaki dạy Hán ngữ cho bà, bà nhất quyết cho rằng điều này cần phải giữ bí mật. Murasaki đã giải thích điều này rằng "Bởi lẽ Hoàng hậu [Shōshi] đã chứng minh niềm khao khát được biết nhiều điều hơn, cho nên để giữ bí mật, ta và Hoàng hậu phải chọn thời điểm khi những người phụ nữ khác không có mặt, và kể từ mùa hè năm trước, ta đã bắt đầu dạy cho Hoàng hậu những bài học bất thường về hai tập của cuốn sách  'Những bài ca mới'. Ta đã giấu sự thật này với những người khác, và Hoàng hậu cũng vậy".

### Cuộc sống cung đình
Một số đoạn trong cuốn nhật ký đã thẳng thắn vạch trần những hành vi khiếm nhã chốn cung đình, cụ thể là hành vi tán tỉnh của những viên quan say xỉn đối với các cung nữ. Giống như phần mô tả của Keene, cung đình trong mắt Murasaki là nơi "những gã đàn ông say xỉn đùa cợt và tán tỉnh phụ nữ". Murasaki đã than phiền về cách cư xử tồi tệ của những viên quan say xỉn hay những vị Hoàng tử, chẳng hạn như trong một buổi yến tiệc, nhà thơ Fujiwara no Kintō đã xen vào một nhóm người toàn phụ nữ và hỏi Murasaki có ở đó không – điều này còn ám chỉ một nhân vật trong Truyện kể Genji. Murasaki vặn lại rằng không hề có nhân vật tiểu thuyết nào lại sống trong cái cung đình tục tĩu khó chịu như vậy, thật sự không giống với cảnh cung đình trong cuốn tiểu thuyết mà bà viết ra. Bà đã rời khỏi yến hội khi "Tể tướng Takai [...] bắt đầu nắm lấy áo của phu nhân Hyōbu và hát một bài ca rùng rợn, nhưng ngài ấy lại chẳng nói gì cả. Ta đã nhận thấy rằng đây chắc chắn là điều khủng khiếp khi say rượu vào buổi tối, vì vậy [...] phu nhân Saishō và ta đã quyết định cáo lui."

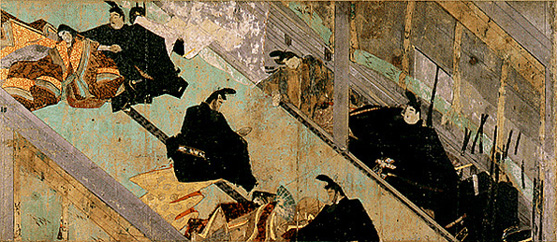
Sự say xỉn, hỗn loạn và rối ren trong cung đình Heian có thể được thấy qua cảnh quý tộc trêu đùa và tán tỉnh cung nữ. Bức vẽ từ cuộn tranh vẽ tay (emakimono) và được lên màu. Thuộc Bảo tàng Nghệ thuật Fujita, Osaka, Nhật Bản.

Đã có những giai thoại về những bữa tiệc rượu và những vụ bê bối trong giới quý tộc có liên quan đến phụ nữ, vì những lý do khác nhau như cách cư xử hay độ tuổi, khi phạm phải những điều cấm kị, họ sẽ bị buộc phải xuất cung. Murasaki cho rằng những người phụ nữ cung đình khác đều yếu đuối, không có học thức, và không có kinh nghiệm đối phó với đàn ông.
Những người phụ nữ đã từng phải sống một cuộc sống bán ẩn dật phía sau những tấm rèm hay bức bình phong mà không hề có bất kỳ sự riêng tư nào. Vào thời đó, những người đàn ông có thể tùy ý ra vào nơi ở nữ giới bất cứ lúc nào. Khi Cung điện Hoàng gia gặp hỏa hoạn vào năm 1005, cả hậu cung đã phải di tản trong nhiều năm sau đó; điều này phụ thuộc vào sự sắp xếp nơi ở của Michinaga. Murasaki sống tại khu dinh thự Biwa của ông, nơi này còn được gọi là dinh thự Tsuchimikado, hay tư dinh của Thiên hoàng Ichijō, đó là một nơi có không gian nhỏ hẹp. Các nữ quan phải ngủ trên những tấm đệm futon mỏng manh trải trên sàn gỗ trần trong một căn phòng với rèm che xung quanh. Những ngôi nhà đã được nâng lên một chút và được mở ra phía những khu vườn truyền thống của Nhật, nhằm đáp ứng yêu cầu về không gian nhỏ cho việc riêng tư. Bowring đã giải thích về sự yếu đuối của phụ nữ khi họ thấy đàn ông: "Một người đàn ông đứng bên ngoài khu vườn và đưa mắt nhìn [...] đôi mắt anh ta ngang tầm với phần váy của những người phụ nữ ở trong."

Vào mùa đông, ngôi nhà trở nên bắt gió và lạnh lẽo, với vài lò than ở trong nhà giúp những người phụ nữ mặc trang phục jūnihitoe nhiều lớp có thể giữ ấm cơ thể, đã có những lời mô tả chi tiết về việc này. Vào thời Heian, phụ nữ quý tộc thường mặc bộ trang phục gồm 6 đến 7 lớp áo, từng lớp từng lớp một đè lên nhau, các lớp áo lót bên trong là thành quả của việc kết hợp các màu sắc khác nhau. Những dòng miêu tả về trang phục mà các Nữ quan mặc trong những buổi lễ Hoàng gia đã cho ta thấy tầm quan trọng của trang phục Cung đình thời bấy giờ, về sự sắp xếp giữa các lớp áo, những điều này đều giống với góc nhìn của Murasaki:
Các thiếu nữ khoác áo lên người với tay áo rực rỡ sắc màu: bên ngoài là màu trắng, tiếp đó là màu đỏ sẫm và màu xanh-vàng, màu trắng đi cùng với lớp lót màu xanh lá cây, và màu đỏ nhạt chuyển sang màu đậm hơn với các lớp màu trắng xen kẽ. Đó quả là một sự sắp xếp thông thái.

Từng lớp trang phục, từng lớp áo lót đè lên nhau, tất cả đều gộp thành sự kết hợp màu sắc hoàn hảo được gọi là kasane no irome; nó được cho là một niềm đam mê thời trang bất tận đối với phụ nữ thời bấy giờ. Đây là điều khiến trang phục nữ giới thời đó trở nên thu hút, và điều quan trọng là phải đạt được sức hút thẩm mỹ về mặt cá nhân. Sự kết hợp màu sắc trang phục được dựa theo tên gọi gợi lên xúc cảm về các mùa trong năm, tương ứng với thời điểm mặc, và với việc lấy cảm hứng từ thiên nhiên như vậy, ta có thể thấy màu sắc trang phục thời Heian không phản ánh chính xác màu sắc nguyên bản của nó, thay vào đó là tái hiện màu sắc dựa theo các mùa trong năm. Murasaki đã ghi lại mức độ nghiêm trọng khi phạm phải lỗi sai trong việc phối màu trang phục của 2 người phụ nữ: "Một ngày nọ, khi tất cả nữ nhân cung đình đều cố gắng hết sức chuẩn bị y phục chỉn chu nhất thì [...] hai người trong số bọn họ đã thể hiện mắt thẩm mỹ "tài tình" của mình bằng việc phối hợp màu sắc ở phần tay áo  [...] và đã bị các cận thần cũng như quý tộc cấp cao trông thấy."

### Chuyện Nữ quan
Murasaki đã phải chịu sự cô quạnh vượt quá khả năng chịu đựng của một con người, nữ văn sĩ cũng có nỗi lo riêng về tuổi già, và không cảm thấy hạnh phúc khi phải sống trong cung. Bà trở nên khép nép hơn, và viết rằng có lẽ những người phụ nữ khác đã coi bà là kẻ ngu ngốc, nhút nhát hoặc cả hai: "Ta tự hỏi rằng mình có phải là con người tẻ nhạt đến vậy không? Nhưng ta vẫn là chính mình kia mà [...] Ngay cả Hoàng hậu [Shōshi] cũng nhận xét rằng ta không phải loại người khiến người ta dễ chịu khi ở gần [...] Ta hoàn toàn là con người độc lập; giá như ta có thể tránh xa những người mà ta kính trọng chút nhỉ." Keene đã suy đoán rằng với tâm trạng của một văn nhân cần sự đơn độc, nỗi cô quạnh của Murasaki có thể là "nỗi cô đơn của một nghệ sĩ khao khát được bầu bạn mà cũng có thể chối bỏ điều đó". Ông ám chỉ rằng nữ văn sĩ "có khả năng nhận thức đặc biệt" và có thể bà đã xa lánh những người phụ nữ khác khoảng từ 15 đến 16 tuổi mà bà đã mô tả trong cuốn nhật ký. Mặc dù bà đã từng khen ngợi những người đó, những lời bình phẩm của bà mang tính hồi tưởng hơn với góc nhìn của bản thân và lời mô tả khuyết điểm của những người đó.
Cái nhìn thấu suốt của nữ văn sĩ không giúp bà có được hảo cảm đối với những người phụ nữ ở trong cung, ở một nơi mà chuẩn mực của nó là những thủ đoạn, âm mưu và bê bối, tuy nhiên đây cũng là điều quan trọng đối với tiểu thuyết gia. Keene cho rằng Murasaki cần sự xa cách để có thể tiếp tục viết, nhưng bên cạnh đó bà cũng cần sự riêng tư, là một người phụ nữ "đã chọn không tiết lộ phẩm chất thật của mình" ngoại trừ những người mà bà tin tưởng và kính trọng, giống như Hoàng hậu Shōshi.

Cuốn nhật ký cũng bao gồm những đoạn mô tả về những Nữ quan kiêm văn sĩ cung đình khác, nhất là về Sei Shōnagon, là Nữ quan dưới trướng đối thủ của của Hoàng hậu Shōshi là Hoàng hậu Teishi (tức Sadako). Trong hậu cung đã bắt đầu có sự cạnh tranh ngầm giữa họ; cả hai vị Hoàng hậu đều được phục vụ bởi các Nữ quan có học thức và được khuyến khích "cạnh tranh" với những nữ văn sĩ khác. Trên thực tế, Shōnagon được cho là đã rời khỏi hậu cung sau khi Hoàng hậu Teishi qua đời vào năm 1006, và do đó, có thể Murasaki và Shōnagon chưa từng chạm mặt nhau. Murasaki đã nhận thức khá đầy đủ về phong cách viết cũng như tính cách của Shōnagon. Bà đã mô tả về Shōnagon trong nhật ký của mình:
Sei Shōnagon là một ví dụ cho lối sống tự phụ một cách khủng khiếp. Cô ta luôn nghĩ bản thân khôn ngoan và viết những kí tự Hán ngữ lộn xộn; nhưng nếu xem xét chúng kĩ lưỡng, chúng cũng có thể coi là xuất sắc. Nhiều người đã dùng cách này để tâng bốc bản thân mình trên người khác và cuối cùng họ phải chịu kết cục không thể tồi tệ hơn.

Murasaki cũng đưa ra lời đánh giá về hai nữ sĩ khác theo hầu Hoàng hậu Shōshi – nữ thi sĩ Izumi Shikibu và Akazome Emon - tác giả của một monogatari. Bà đã nói về phong cách văn chương và thơ từ của Izumi như sau:
Izumi Shikibu viết rất lôi cuốn. Tính cách cô ta hơi khó chịu đôi chút nhưng lại có tài ném chữ một cách dễ dàng và dường như làm cho những câu nói tầm thường nhất nghe có vẻ đặc biệt [...] cô ấy có thể làm thơ theo ý muốn và luôn tìm cách đưa vào một số cụm từ thông minh mà thu hút sự chú ý. tuy nhiên, cô ấy [...] chưa bao giờ thực sự làm được gì [...] ta không thể coi cô ấy là một nhà thơ thuộc đẳng cấp cao nhất.[1].

### Nhật ký vàTruyện kể Genji
Tiểu thuyết Truyện kể Genji của Murasaki rất ít khi được đề cập trong tác phẩm. Bà viết trong nhật ký về việc Thiên hoàng lệnh cho bà đọc tác phẩm, và sau đó giấy màu cùng những nét bút thư pháp đã được dùng để ghi bản thảo câu chuyện – tất cả đều được làm bởi một phụ nữ sống trong cung. Nữ văn sĩ cũng đã kể một giai thoại về việc Michinaga lén vào phòng bà và đích thân giúp đỡ việc sao chép bản thảo. Có sự tương đồng giữa các tập sau của Truyên kể Genji với phần còn lại của cuốn nhật ký. Theo học giả Shirane chuyên nghiên cứu về truyện kể Genji, cảnh mô tả hậu cung Thiên hoàng Ichijo di dời đến dinh thự của Michinaga vào năm 1008 có sự tương quan mật thiết với cảnh Hoàng tộc di tản trong chương 33 ("Lá Oải hương") trong Truyện kể Genji. Shirane tin rằng có thể Murasaki đã viết những chi tiết tương đồng khiến độc giả liên tưởng đến Truyện kể Genji khi bà còn sống trong cung và viết nên cuốn nhật ký này.

## Phong cách và thể loại

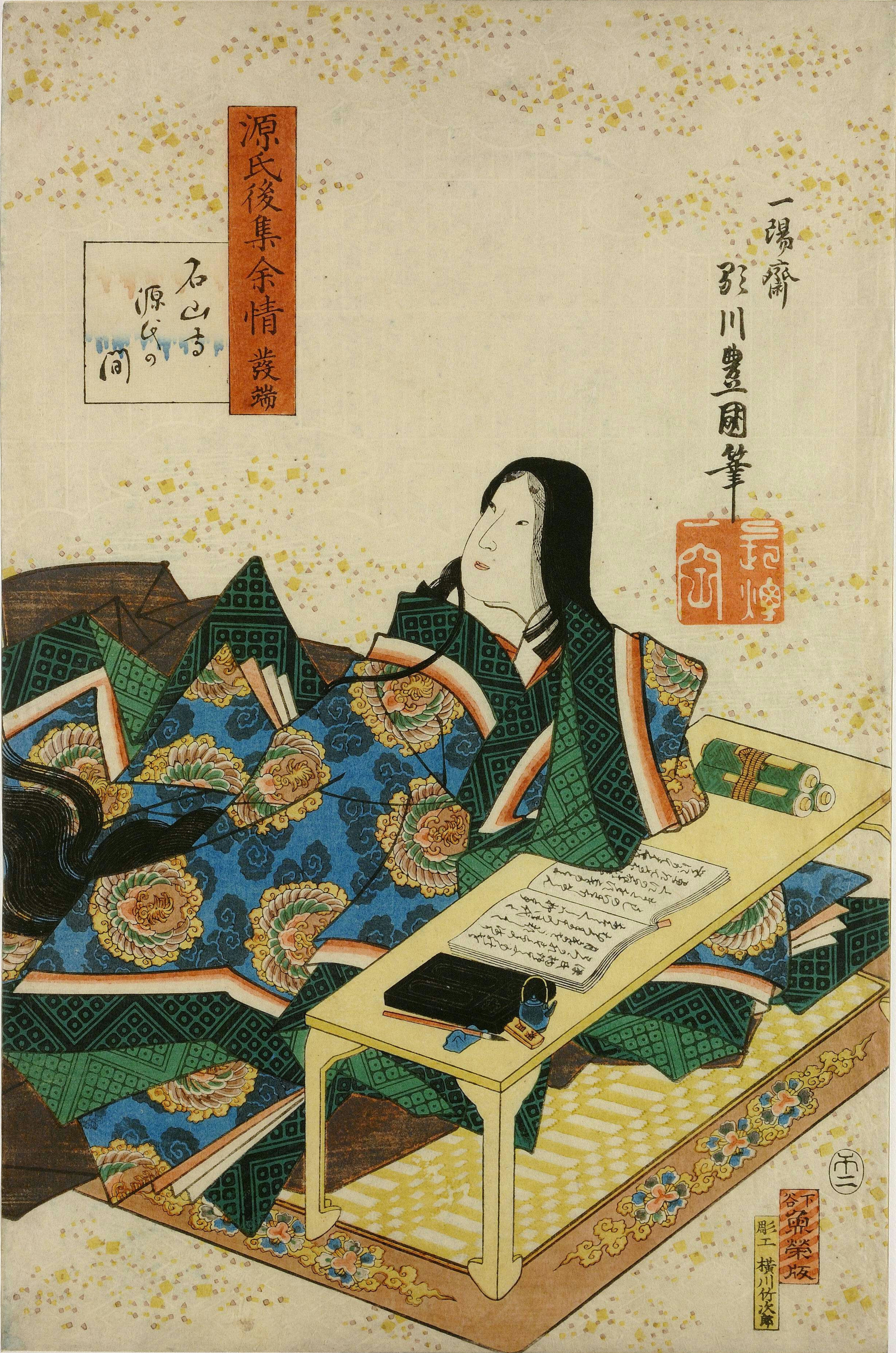
Murasaki bên án thư, trong một bức ukiyo-e thế kỷ 19.

Các tác phẩm nhật ký thời Heian có nét giống hồi ký hơn là dùng để diễn tả cảm xúc vào thời điểm viết. Tác giả của một tác phẩm văn học nhật ký thời Heian (nikki bungaku) sẽ quyết định điều gì sẽ có trong tác phẩm, điều gì sẽ được thêm vào cũng như bị loại bỏ. Mốc thời gian trong tác phẩm cũng được trình bày theo cách tương tự  – Một nhật ký (nikki) có thể chứa những đoạn dài nói về một sự kiện đơn lẻ trong khi những sự kiện khác có thể bị lược đi. Nhật ký (nikki) được xem như là một thể loại văn học, chúng thường không được viết dựa theo góc nhìn của chủ thể, hầu hết những tác phẩm này đều được viết bởi người thuộc ngôi thứ ba, và đôi khi cũng bao gồm các yếu tố hư cấu hoặc lịch sử. Những tác phẩm văn học thuộc thể loại nhật ký này là cả một kho tàng kiến thức về cung đình Hoàng gia thời Heian, được đánh giá là có tầm quan trọng vô cùng lớn đối với nền văn học Nhật Bản, mặc dù rất nhiều trong số chúng đã không còn nguyên vẹn. Khuôn mẫu chung cho thể loại này bao gồm các bài thơ waka, với ý nghĩa truyền đạt thông tin tới độc giả giống như những đoạn Murasaki miêu tả về lễ nghi cung đình .
Chỉ có một số ít ngày tháng rõ ràng được ghi lại trong nhật ký của Murasaki và thói quen làm việc thường ngày của bà không được ghi lại. Theo Keene, tác phẩm nhật ký này không nên được so sánh với 'cuốn sổ ghi chép của một nhà văn' trong thời hiện đại. Mặc dù đây là tác phẩm ghi chép lại các sự kiện quan trọng trong triều, song điểm quan trọng nhất và cũng là điểm nhấn của tác phẩm là những đoạn kết nói lên cảm nhận của chính tác giả, tức là thêm những khía cạnh nhân sinh khác vào phần chính của câu chuyện. Theo đánh giá của Keene, tác giả của tác phẩm được tiết lộ là một người phụ nữ có trí tuệ sắc sảo và nhận thức tuyệt vời, nhưng lại là người sống khép kín và có ít bạn bè. Người phụ nữ ấy không hề nao núng trước những lời bình phẩm của mình về các quan viên quý tộc, nhìn sâu hơn vào điểm cốt lõi phía sau vẻ bề ngoài của từng sự kiện. Ta có thể thấy rằng, những lời nói của Keene hữu ích cho một tiểu thuyết gia nhưng lại không đem lại lợi ích gì đối với một xã hội khép kín mà nữ văn sĩ đã từng sống.
Bowring tin rằng tác phẩm có chứa tới 3 phong cách viết khác nhau. Đầu tiên là những lời tường thuật thực tế về từng sự kiện, một đoạn biên chép sự kiện thường được viết bằng Hán ngữ. Phong cách viết thứ hai được tìm thấy trong những đoạn nói chi tiết về cảm nhận của chính tác giả. Ông nhận ra rằng phần cảm nhận này là phần hoàn hảo nhất còn nguyên vẹn kể từ thời kỳ sáng tác, cho ta thấy cách Murasaki làm chủ nội tâm của chính mình. Đây vẫn là điều hiếm có đối với người Nhật nói chung, do đó, ta có thể thấy rằng, những phần bày tỏ suy nghĩ của nữ tác giả đã trở thành tấm gương phản chiếu những đóng góp của bà cho nền văn học viết Nhật Bản, được thể hiện ở chỗ bà đã chinh phục các giới hạn của ngôn ngữ và hệ thống chữ viết cứng nhắc. Những đoạn biên thơ trong tác phẩm thuộc về phong cách viết thứ ba, một phong cách viết mới phát triển gần đây. Bowring nhận thấy rằng đây là phần kém nhất trong tác phẩm, là phần mà nữ văn sĩ không thể thoát ly được nhịp điệu của ngôn ngữ nói. Ông giải thích rằng các nhịp điệu trong ngôn ngữ nói đóng vai trò giữ chân các thính giả, loại ngôn ngữ này thường không có ngữ pháp và phụ thuộc vào việc "giao tiếp bằng mắt, trao đổi kinh nghiệm và các mối quan hệ cụ thể nhằm tạo ra nền tảng và cho phép lời nói đôi khi bị tách đoạn". Trái lại, ngôn ngữ viết phải bù đắp cho "khoảng cách giữa người viết thông điệp và người nhận lại thông điệp đó". Có lẽ nữ văn sĩ đã từng thử nghiệm phong cách viết mới, có thể bà đã viết một bức thư thực sự hoặc chỉ là hư cấu, nhưng phần cuối của tác phẩm đã được viết với nhịp điệu yếu hơn, "trong phần đó, nhịp điệu phần cuối đã được thoái hóa [...] với những điệu văn rời rạc là đặc trưng của lời nói."

## Lịch sử dịch thuật
Vào năm 1920, Annie Shepley Omori và Kochi Doi đã xuất bản tác phẩm "Nhật ký Nữ quan cổ đại Nhật Bản" (Diaries of Court Ladies of Old Japan); cuốn sách là sự kết hợp giữa ba bản dịch nhật ký của Murasaki cùng với nhật ký của Izumi Shikibu (tức Izumi Shikibu nikki) và cùng với tác phẩm Sarashina nikki. Bản dịch của họ đã được giới thiệu bởi Amy Lowell.
Richard Bowring đã xuất bản một bản dịch vào năm 1982, trong đó có chứa một lời bình "khêu gợi và sống động" .

## Cuộn tranh thế kỷ 13
Vào thế kỷ 13, một cuộn tranh vẽ tay minh họa cuốn nhật ký đã được sản xuất, tức Murasaki Shikibu Nikki Emaki. Cuộn tranh này được đọc từ trái sang phải, trong đó có chứa những dòng chữ thư pháp minh họa cho các bức tranh. Trong tác phẩm "Ngôi nhà gắn liền trái tim", Học giả chuyên về Nhật Bản Penelope Mason giải thích rằng đó là một emakimono hay emaki, là cách thức tường thuật đầy đủ một câu chuyện với sự kết hợp giữa người viết truyện và họa sĩ minh họa nó. Khoảng 20% cuộn tranh vẫn còn tồn tại; dựa trên những bức vẽ còn sót lại, ta có thể cho rằng cuộn tranh bám khá sát nội dung của nhật ký.

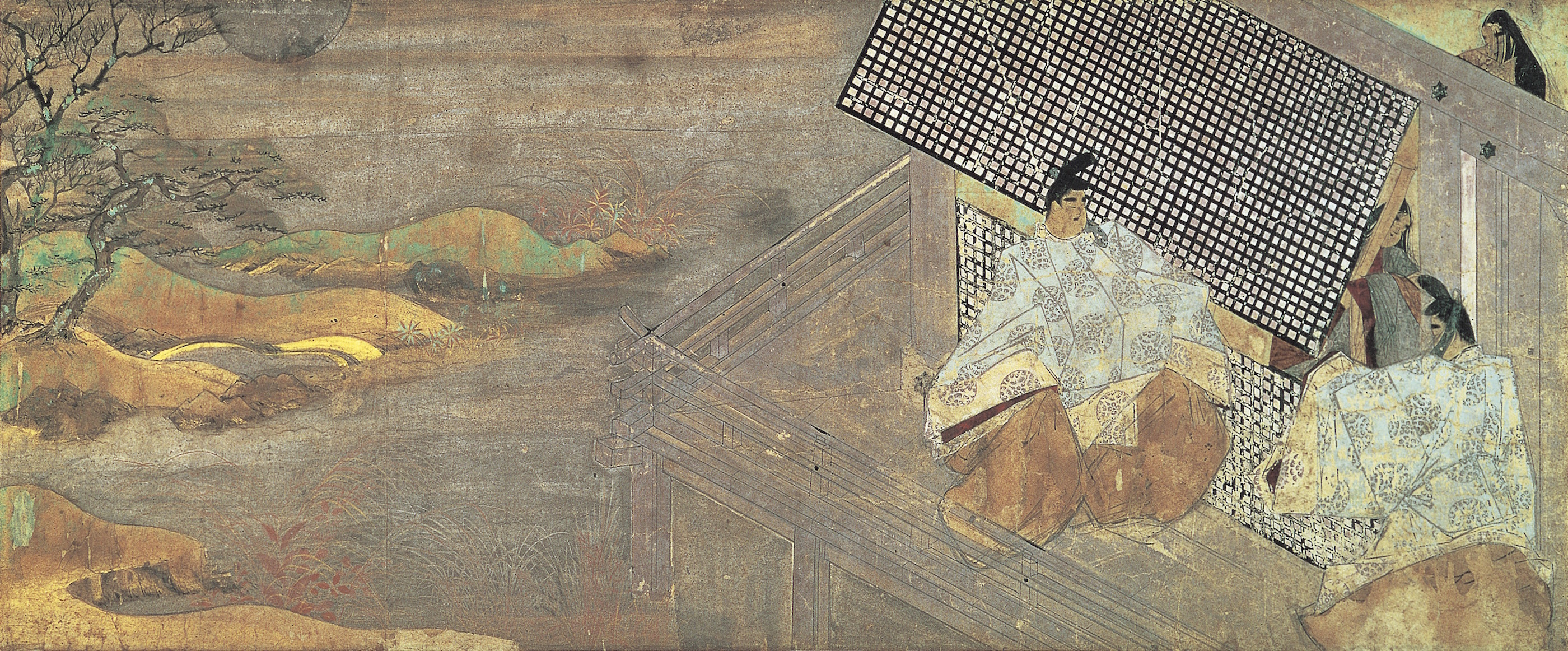
Bức vẽ thuộc cuộn tranh emakimono thế kỷ 13 cho ta thấy hai cận thần đang cố nâng rèm che để vào khu nơi ở dành cho phụ nữ. Murasaki hầu như không được nhìn thấy ở phía bên phải. Tác phẩm này được coi là Quốc bảo Nhật Bản, do Bảo tàng Gotoh sở hữu.

Những bức tranh minh họa trong cuộn emaki được dựa theo quy ước thiết lập vào cuối thời kỳ Heian, đầu thời kỳ Kamakura là Hikime kagibana ('vẽ đường kẻ mắt hoặc mũi') trong đó các nét mặt cụ thể sẽ bị bỏ qua. Một phong cách vẽ khác là fukimuki yatai ('thổi bay' mái nhà) là phương pháp mô tả nội thất từ trên cao xuống đến không gian bên trong. Theo Mason, cảnh nội thất và mô tả con người được đặt cạnh nhau, đối diện với khu vườn trống bên ngoài; tính chất này được gọi là 'ràng buộc nội cảnh'.
Murasaki đã viết nên tác phẩm nhật ký của mình với những cung bậc cảm xúc khác nhau, từ tình yêu, sự ghét bỏ và nỗi cô đơn; cảm nhận về các bức vẽ minh họa, theo lời của Mason thì đây là "ví dụ tiêu biểu nhất của kĩ thuật tường thuật tranh-thơ kể từ thời kỳ bấy giờ". Mason đã tìm thấy bức vẽ vẽ hai cận thần trẻ tuổi đang mở mành rèm che lên để có thể tiến sâu vào nơi ở của phụ nữ, bởi vì Murasaki đang cố gắng giữ mành che kéo xuống nhằm tránh lời mời từ bọn họ. Bức vẽ cũng cho ta thấy rằng kiến trúc bên trong ngôi nhà và những người đàn ông đang giữ nữ văn sĩ khỏi sự tự do ở phía khu vườn bên phải .
Cuộn tranh đã được tìm thấy vào năm 1920 với năm mảnh tranh còn lại bởi Morikawa Kanichirō (森川勘一郎). Bảo tàng Gotoh giữ mảnh tranh thứ nhất, thứ hai và thứ tư; còn Bảo tàng Quốc gia Tokyo giữ mảnh thứ ba; mảnh tranh thứ năm hiện tại vẫn nằm trong bộ sưu tập riêng tư. Cuộn tranh emakimono được giữ bởi Bảo tàng Gotoh đã được công nhận là Quốc bảo Nhật Bản.

### Tư liệu trích dẫn
1. 1 2
2. ↑  Murasaki Shikibu (Bowring translation, 2005), 58
3. ↑  Murasaki Shikibu (Bowring translation, 2005), 4
4. 1 2  Murasaki Shikibu (Bowring translation, 2005), 24
5. 1 2
6. ↑  Murasaki Shikibu (Bowring translation, 2005), 54
7. ↑  Murasaki Shikibu (Bowring translation, 2005), 53–54
8. 1 2